# Pirates of Silicon Valley
Pirates of Silicon Valley är en amerikansk film från 1999.

## Handling
Filmen handlar om persondatorns genombrott genom rivaliteten mellan Apple Computer och Microsoft. Filmen utspelar sig i slutet av 1970-talet fram till 1997. 

## Om filmen
Pirates of Silicon Valley regisserades av Martyn Burke. Den är baserad på boken Fire in the Valley: The Making of The Personal Computer av Paul Freiberger och Michael Swaine. 

## Rollista (urval)
- Noah Wyle - Steve Jobs
- Joey Slotnick - Steve Wozniak
- J.G. Hertzler - Ridley Scott
- Anthony Michael Hall - Bill Gates